# Universidad Chulalongkorn
La Universidad Chulalongkorn (en tailandés: จุฬาลงกรณ์มหาวิทยาลัย RTGS: Chulalongkon Mahawitthayalai) es el más antiguo centro universitario de Tailandia y ha sido considerada una de las más prestigiosas universidades del país. Su denominación rinde homenaje al rey Chulalongkorn y fue establecida por su hijo y sucesor, el rey Vajiravudh, en 1917, al unir las Escuelas Reales y el Colegio de Medicina.
El campus ocupa una gran área de la capital, Bangkok, próxima a la zona comercial del Siam Square. El símbolo de la universidad está tomado de la insignia real Phra Kiao. Tradicionalmente los diplomas en las graduaciones eran entregados por el propio rey de Tailandia, aunque el monarca Bhumibol Adulyadej delegó dichas facultades en miembros de la Familia Real Tailandesa.
Durante los años 1973 a 1977, la princesa Maha Chakri Sirindhorn se formó y graduó en esta universidad, siendo el primer miembro de la Familia Real que lo hacía. Hasta esa fecha, los monarcas y príncipes cursaban sus estudios en el extranjero.
Actualmente dispone de diecinueve facultades y una escuela:
| - Facultad de Ingeniería - Facultad de Letras - Facultad de Ciencia - Facultad de Ciencias Políticas - Facultad de Arquitectura - Facultad de Comercio y Contabilidad - Facultad de Educación - Facultad de Ciencias de la Comunicación - Facultad de Economía - Facultad de Medicina | - Facultad de Veterinaria - Facultad de Odontología - Facultad de Ciencias Farmacéuticas - Facultad de Derecho - Facultad de Bellas Artes y Artes Aplicadas - Facultad de Enfermería - Facultad de Ciencias Aliadas a la Salud - Facultad de Psicología - Facultad de Ciencias Deportivas - Escuela de Estudios de Postgrado |

## Clasificación universitaria
El QS University Ranking 2016: Asia la sitúa como la mejor universidad de Tailandia y 45 en Asia.
El QS World University Ranking 2018 la sitúa como la mejor universidad de Tailandia y 245 a nivel mundial.
El QS graduate employability rankings 2017 la sitúa como la mejor universidad de Tailandia y 151-200 a nivel mundial.
El Center for World University Ranking or CWUR 2016 la sitúa como la mejor universidad de Tailandia y 320 a nivel mundial.
El Round University Ranking 2017 la sitúa como la mejor universidad de Tailandia y 398 a nivel mundial.
El RUR Reputation Rankings 2016 la sitúa como la mejor universidad de Tailandia y 182 a nivel mundial.
El RUR Research Performance World University Rankings 2016 la sitúa como la mejor universidad de Tailandia y 424 a nivel mundial.
El CWTS Leiden Ranking 2016 la sitúa como la mejor universidad de Tailandia y 432 a nivel mundial.
El THE World University Rankings 2016 la sitúa como 601-800 a nivel mundial.
El Nature index ranking que le da el primer puesto en la clasificación nacional.